# Пристрій виведення
Пристрій виведення інформації (англ. output device) — периферійний пристрій для виведення інформації (результатів роботи комп'ютера) для людей і в зрозумілій для людей формі. Найчастіше пристрої виведення інформації виводять інформацію через звук і візуально.

## Пристрої для виведення інформації візуально

### Монітор
На моніторі у вигляді текстової та графічної інформації відтворюються результати роботи комп'ютера. Крім того, на моніторі відображаються елементи керування, які користувач може вибрати за допомогою миші та активізувати у такий спосіб певну дію (ініціювати виконання команди, видалити фрагмент тексту тощо). Зображення на моніторі формується з пікселів. Монітори на основі електронно-променевих трубок (ЕПТ-монітори), поступилися рідкокристалічним.
Основною характеристикою монітора є розмір діагоналі його екрана та його роздільна здатність (чим вона вища, тим більш детальне промальовування).
Для того, щоб створити на екрані монітора зображення, потрібно перетворити на відеосигнали зображення, що міститься в пам'яті комп'ютера. Цю роботу виконує графічна плата, яка встановлюється у рознім на материнській платі. Сучасні графічні плати мають графічний процесор, який виконує обчислення, необхідні для отримання зображення. Крім того, на графічній платі розміщено відеопам'ять, у якій зберігається зображення, що генерується графічним процесором, відеоконтролер, що керує цим зображенням, а також інше.

### Проєктор
Проєктор — електронно-оптичний прилад, що дає змогу виводити результати роботи комп'ютера шляхом проєктування зображення на поверхню, розташовану поза приладом — екран.

### Принтер
Принтер дає змогу вивести результати роботи комп'ютера на папір чи прозору плівку.
Найпоширенішими[джерело?] є принтери двох типів: струменеві (зазвичай, їх використовуються для кольорового друку) та лазерні (зазвичай, використовуються для чорно-білого друку).
Струменевий принтер наносить зображення на папір у такий спосіб: уздовж аркуша паперу переміщується друкувальна голівка з мікроскопічними отворами, з яких викидаються крапельки чорнил. Ці крапельки такі малі, що їх не можна розгледіти неозброєним оком, і тому нанесене на папір зображення здається суцільним. Відбиток, отриманий за допомогою струменевого принтера, боїться вологи.
У лазерному принтері є світлочутливий вал (фотобарабан), який заряджений від'ємним зарядом. Для формування зображення вал сканується лазерним променем, який активізується в тих місцях, де має бути зображення, та змінює заряд вала. До цих місць на наступному етапі притягується тонер (порошкоподібна фарба), який завдяки дії електростатики переноситься на папір, який своєю чергою згодом надходить у піч, де тонер закріплюється під дією високої температури й тиску. Зроблені в такий спосіб відбитки не бояться вологи, стійкі до стирання та вицвітання.

### Графопобудовник
Графопобудовник — пристрій, призначений для виведення результатів роботи комп'ютера в графічній формі на папір. Найчастіше це широкоформатний, струменевий принтер, зорієнтований на друк аркушів формату А0, А1, А2, А3, А4 тощо різної товщини (від 80 г/м², ватманів, напівватманів тощо). Використовується для друку, як у чорно-білому, так і в кольоровому варіантах, креслень, схем, карт, рекламних плакатів, цінників великого формату.

## Пристрої для виведення інформації через звук

### Акустична система
Акустична система — пристрій або система пристроїв для відтворення звуку, що складається з однієї або кількох динамічних головок, розташованих у корпусі (акустичному оформленні). Акустична система перетворює електричні коливання у звукові. Окремих колонок в акустичній системі може бути від 2 до 8. Колонки бувають пасивні та активні. Пасивні колонки не мають власного підсилювача і підключаються до виходу підсилювача звукової карти, за допомогою якої комп'ютер відтворює інформацію у звуковому форматі. Активні колонки оснащено вбудованим підсилювачем, завдяки чому забезпечується краща якість звуку.

### Навушники
Навушники — пристрій для відтворення звукової інформації персонально. За своєю будовою, навушники належать до класу електроакустичних перетворювачів. В переважній більшості навушників використовуються електродинамічні випромінювачі, які називаються динаміками, звідси й назва — динамічні навушники. Існують також навушники з електростатичними випромінювачами, але, попри деякі переваги (зокрема, в локалізації джерел), вони не мають широкий попит внаслідок своєї дорожнечі.

### Вбудований динамік
PC speaker — найпростіший пристрій для відтворення звуку, який застосовується у IBM PC-сумісних ПК. До появи спеціалізованих звукових карт був основним пристроєм відтворення звуку. У сьогодення PC speaker залишається штатним пристроєм IBM PC-сумісних комп'ютерів, і в основному використовується для подачі сигналів про помилки, зокрема при проведенні POST. Пристрій дозволяє відтворювати прості одноголосні звукові сигнали, що генеруються за допомогою програмувального таймера. За допомогою спеціальних програм також можливе відтворення низькоякісного оцифрованого звуку, шляхом істотного використання ресурсів процесора. Приблизно з початку 2000-х років, PC speaker являє собою мініатюрний динамік, розташований безпосередньо на материнській платі.

## Пристрої для виведення інформації через вібрацію

### Ігровий джойстик
Джойстик — пристрій-держак для керування у відеоіграх: важіль на підставці, який можна відхиляти у двох площинах. На важелі можуть бути різного роду гашетки й перемикачі. Деякі сучасні джойстики мають вбудований вібратор. У відеоіграх при зіткненні з перешкодою він вібрує, таким чином інформація до людини доходить у вигляді вібрації.